# Grant Bramwell
Grant Bramwell (Gisborne, 28 de janeiro de 1961) é um velocista neozelandês na modalidade de canoagem.
Foi vencedor da medalha de Ouro em K-4 1000 m em Los Angeles 1984 com os seus colegas de equipa Ian Ferguson, Paul MacDonald e Alan Thompson.